# Planchonella moluccana
Planchonella moluccana är en tvåhjärtbladig växtart som först beskrevs av William Burck, och fick sitt nu gällande namn av Herman Johannes Lam. Planchonella moluccana ingår i släktet Planchonella och familjen Sapotaceae. Inga underarter finns listade i Catalogue of Life.